# Liens du 100 (album)
 (août 2024).
Albums de SDM
Ocho
(2021) À la vie à la mort
(2024)
Singles
1. Redescends (feat. Tiakola)
Sortie : 15 juillet 2022
2. Ragnar
Sortie : 11 novembre 2022
3. Hier encore – A COLORS SHOW
Sortie : 28 novembre 2022
4. Nous deux
Sortie : 7 avril 2023

Liens du 100 est le deuxième album studio de SDM sorti le 2 décembre 2022.

## Liste des pistes
| No  | Titre                                | Durée |
| --- | ------------------------------------ | ----- |
| 1.  | Hier encore                          | 2:01  |
| 2.  | Mr. Ocho                             | 3:46  |
| 3.  | Bolide allemand                      | 2:56  |
| 4.  | Ragnar                               | 2:17  |
| 5.  | Nwar sur nwar (feat. Green Montana)  | 3:21  |
| 6.  | Si tu savais                         | 3:08  |
| 7.  | Cette année-là                       | 3:08  |
| 8.  | Fame (feat. Niska)                   | 3:19  |
| 9.  | Dans le club                         | 2:53  |
| 10. | Jacque*** Bag                        | 1:51  |
| 11. | Franklin Saint (feat. Slkrack & Zed) | 3:46  |
| 12. | 2sang43                              | 2:55  |
| 13. | Redescends (feat. Tiakola)           | 2:41  |
| 14. | File de gauche                       | 3:26  |
| 15. | Le temps                             | 3:50  |
| 16. | Sang40                               | 2:51  |

| 17. | Nous deux | 3:41 |

## Clips vidéos
- Redescends (feat. Tiakola)  : 15 juillet 2022
- Ragnar : 11 novembre 2022
- Cette année-là : 2 décembre 2022
- Bolide allemand : 29 mars 2023
- Jacque*** Bag : 17 mai 2023

## Accueil commercial
L'album s'écoule à 13 986 exemplaires une semaine après sa sortie.

## Titres certifiés en France
- Mr. Ocho  Diamant [3]
- Bolide allemand  Diamant [4]
- Redescends (feat. Tiakola)  Diamant [5]
- Jacque*** Bag  Platine [6]
- Franklin Saint (feat. Slkrack & Zed)  Platine [7]
- Nous deux  Platine
- Cette année-là  Or
- Ragnar  Or

## Classements et Certifications

### Classements hebdomadaires
| Classement (2022)            | Meilleure position |
| ---------------------------- | ------------------ |
| Belgique (Wallonie Ultratop) | 3                  |
| France (SNEP)                | 3                  |
| Suisse (Schweizer Hitparade) | 12                 |

### Certifications et ventes
| Région        | Certification | Ventes/Streams |
| ------------- | ------------- | -------------- |
| France (SNEP) | 3 × Platine   | 300 000        |